# Кутлибег
Кутлибег или Кутли бег (на македонска литературна норма: Кутлибег; на албански: Kutlibegu) е село в Северна Македония, в община Куманово.

## География
Селото е разположено в областта Овче поле в западното подножие на планината Манговица.

## История
В края на XIX век Кутлибег е малко българско село в Кумановска каза на Османската империя. Според статистиката на Васил Кънчов („Македония. Етнография и статистика“) от 1900 година Кутли Бег е село, населявано от 362 жители българи християни.
Цялото население на селото е под върховенството на Българската екзархия. По данни на секретаря на екзархията Димитър Мишев („La Macédoine et sa Population Chrétienne“) в 1905 година в Кутлибег има 80 българи екзархисти.
Според преброяването от 2002 година селото има 13 жители, всички северномакедонци.

## Личности
Починали в Кутлибег
- Константин Нунков (1877 – 1905), български революционер, деец на ВМОК, войвода на ВМОРО
- Дядо Пешо Иванов (1843 – 1905), дългогодишен кмет на Пезово, деец на ВМОРО